# Gabriel Koyambounou
Gabriel Jean-Edouard Koyambounou, né le 19 août 1950 à Bangui, est un homme politique centrafricain. Il fut Premier ministre du 12 avril 1995 jusqu'au 6 juin 1996.
Il est le 3e enfant d'une fratrie de 30 enfants. Il a grandi dans le quartier de Garagba à Bangui. Il est né de l'union de Ferdinand Benime et Jeanne Liatene . Il est père de 4 enfants.